# August Klostermann
August Klostermann (* 16. Mai 1837 in Steinhude; † 11. Februar 1915 in Kiel) war ein deutscher evangelisch-lutherischer Theologe und Hochschullehrer.

## Leben
August Klostermann studierte 1855–58 an der Friedrich-Alexander-Universität Erlangen und der Friedrich-Wilhelms-Universität Berlin. Im Jahre 1855 trat er dem Erlanger, später auch dem Kieler und Berliner Wingolf bei.
Er war ab Frühjahr 1859 Lehrer in Bückeburg und wurde fünf Jahre später Repetent. Als solcher nahm er einen Ruf als Privatdozent der Theologie an die Georg-August-Universität Göttingen an. 1868 wechselte er im selben Fach als o. Professor an die Christian-Albrechts-Universität Kiel. 1885/86 und 1898/99 war er ihr Rektor. Seine Rektoratsrede am 5. März 1885 befasste sich mit der Gottesfurcht als Hauptstück der Weisheit.
Der Neutestamentler, Patristiker und Philologe Erich Klostermann war sein Sohn.

## Werke (Auswahl)
- Das Markus-Evangelium nach seinem Quellenwert für die evangelische Geschichte. Göttingen 1867.
- Untersuchungen zur alttestamentlichen Theologie. Gotha 1868.
- Korrekturen zur bisherigen Erklärung des Römerbriefs. Gotha 1881.
- Probleme im Aposteltext, neu erörtert. Gotha 1883.
- Die Gottesfurcht als Hauptstück der Weisheit. Kiel 1885.
- Hermann Leberecht Strack, Otto Zöckler (Hrsg.): Die Bücher Samuelis und der Könige ausgelegt. Nördlingen 1887 (Kurzgefaßter Kommentar zu den heiligen Schriften Alten und Neuen Testaments sowie zu den Apokryphen).
- Deuterojesaia. Hebräisch und Deutsch mit Anmerkungen. München 1893.
- Der Pentateuch. Beiträge zu seinem Verständnis und seiner Entstehungsgeschichte. Leipzig 1893.
- Geschichte des Volkes Israel. Bis zur Restauration unter Esra und Nehemia. München 1896.